# Arnoldstein

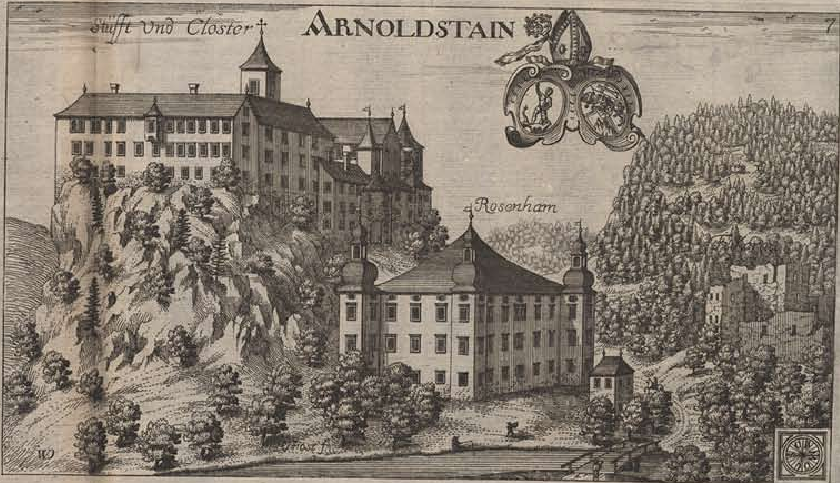
Ansicht Arnoldsteins von 1688 (Valvasor); links das Stift; mittig Schloss Rosenheim; rechts die Fuggerau

Arnoldstein (slowenisch: Podklošter, Unter dem Kloster) ist eine Marktgemeinde mit 7143 Einwohnern (Stand 1. Jänner 2024) im Gailtal in Kärnten (Österreich). Die Gemeinde, erreichbar über die A2 oder Südbahn, liegt in unmittelbarer Nähe des Dreiländerecks zwischen Italien, Slowenien und Österreich.

## Geographie
Die Marktgemeinde Arnoldstein grenzt an die Karawanken und die Karnischen Alpen und bildet somit auf dem Gipfel des Ofen ein mit Bergbahn erschlossenes Dreiländereck zwischen Italien, Slowenien und Österreich. Es handelt sich dabei um den einzigen Schnittpunkt der drei großen europäischen Kulturkreise, des germanischen, des romanischen und des slawischen.

### Gemeindegliederung
Arnoldstein ist in die sechs Katastralgemeinden Arnoldstein (Podklošter), Hart (Ločilo), Thörl-Maglern (Vrata-Megvarje), Pöckau (Peče), Riegersdorf (Rikarja vas) und Seltschach (Sovče) gegliedert. Das Gemeindegebiet umfasst folgende 21 Ortschaften (in Klammern der slowenische Ortsname sowie die Einwohnerzahl Stand 1. Jänner 2024):
- Agoritschach (Zagoriče) (57)
- Arnoldstein (Podklošter) (2053)
- Erlendorf (Oljše) (428)
- Gailitz (Ziljica) (982)
- Greuth (Rute) (15)
- Hart (Ločilo) (309)
- Krainberg (Strmec) (4)
- Krainegg (Podkrajnik) (4)
- Lind (Lipa) (112)
- Maglern (Megvarje) (285)
- Neuhaus an der Gail (Poturje) (318)
- Oberthörl (Zgornja Vrata) (57)
- Pessendellach (Dole) (59)
- Pöckau (Peče) (715)
- Radendorf (Radna vas) (198)
- Riegersdorf (Rikarja vas) (516)
- St. Leonhard bei Siebenbrünn (Šentlenart pri Sedmih studencih) (309)
- Seltschach (Sovče) (383)
- Thörl-Maglern-Greuth (Rute pri Vratih) (9)
- Tschau (Čava) (94)
- Unterthörl (Spodnja Vrata) (236)

### Nachbargemeinden
| Bad Bleiberg                  |                                             | Villach                   |
| Nötsch im Gailtal, Hohenthurn | Kompassrose, die auf Nachbargemeinden zeigt | Finkenstein am Faaker See |
| Tarvis (I)                    | Kranjska Gora (SLO)                         |                           |

## Geschichte

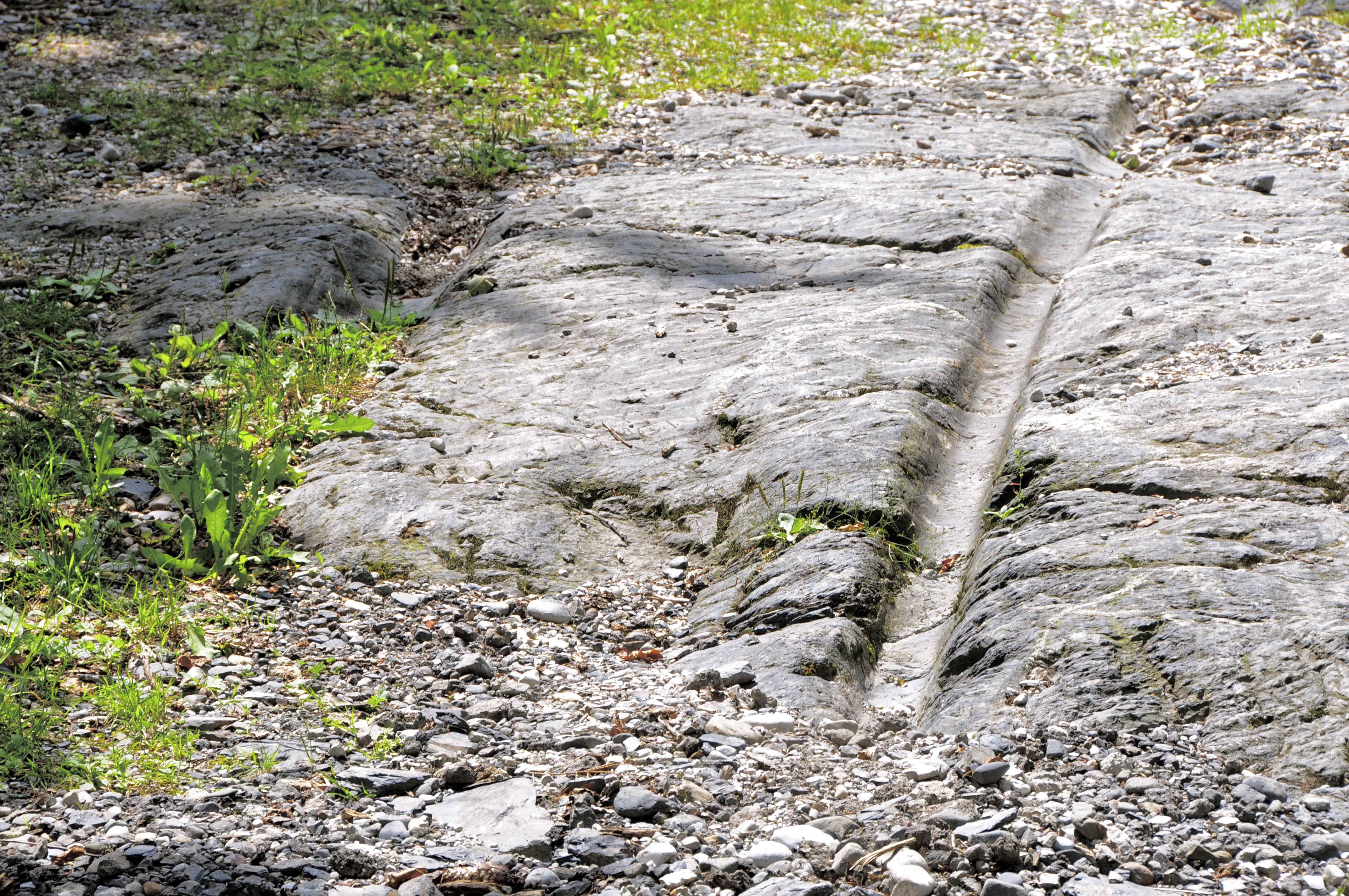
Spurrillen der Römerstraße bei Maglern

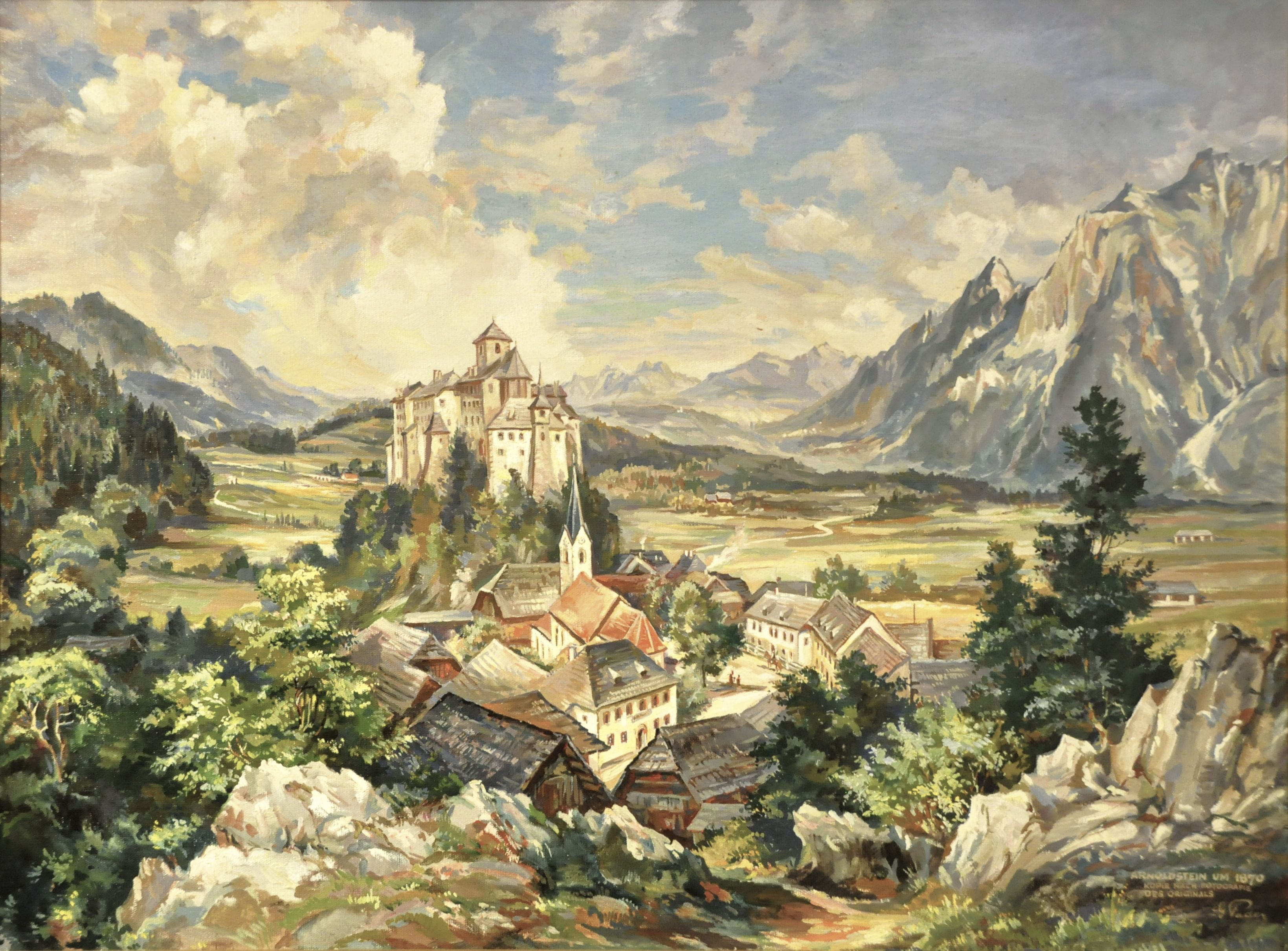
Arnoldstein um 1870 (Ölbild)

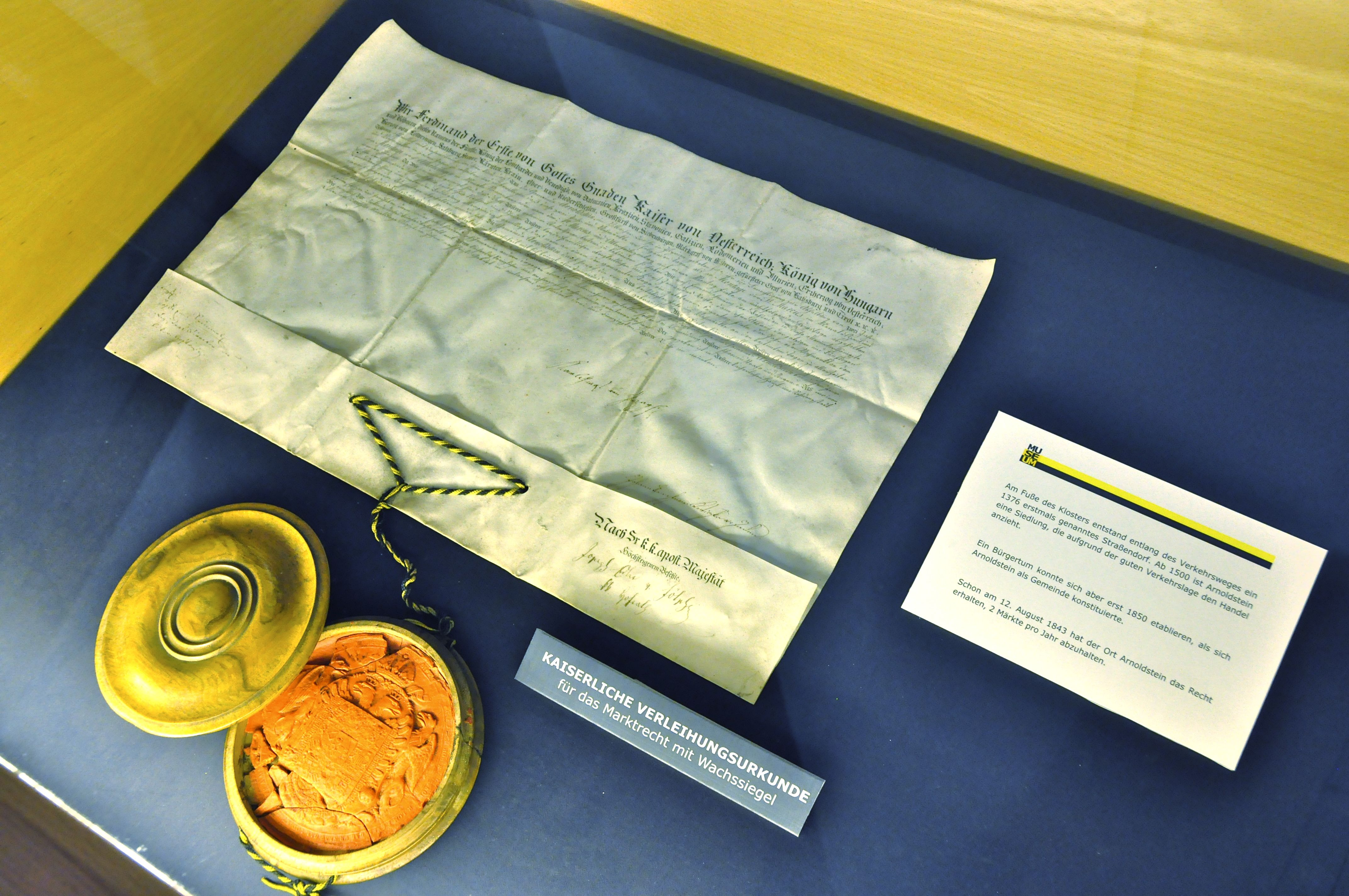
Verleihungsurkunde über das Marktrecht von Kaiser Ferdinand I.

Das Gebiet von Arnoldstein war bereits in der Antike besiedelt, wovon heute noch die Römerstraße am linken Ufer der Gailitz kündet. Diese Heeresstraße zog sich von Aquileia nach Virunum.
Der Name beruht auf dem vermutlichen Gründer der Klosterburg, Arnold, der jedoch urkundlich nicht fassbar ist. Dieser errichtete auf einem Felsen über der Gailitz im 11. Jahrhundert die Burg, die dem Patriarchat Aquileia und ab 1014 dem Bistum Bamberg unterstand. Otto von Bamberg richtete hier 1106/07 das Benediktinerkloster ein, das bis 1783 bestand (siehe auch Stift Arnoldstein). Die Klosterburg ist heute als begehbare Ruine erschlossen. Im Parkmuseum der Landeshauptstadt Klagenfurt befindet sich heute ein antiker Grabstein, welcher Ritter Arnold mit seiner Frau Mathilde zeigt.
Unterhalb des Klosters entstand am Verkehrsweg nach Italien („schräger Durchgang“) ein Dorf, das 1376 erstmals urkundlich erwähnt und schon um das Jahr 1500 auch als Markt bezeichnet wurde, aber keine Selbstverwaltung mit privilegierterer Bürgerschicht besaß. Im Lauf des 16. Jahrhunderts sank es wieder zum Dorf ab.
Im 15. Jahrhundert errichteten die Fugger eine Bleihütte (Fuggerau). 1797 entstand im benachbarten Gailitz eine (Blei-)Glättefabrik, die später Rostschutzfarbe und von 1814 bis 1975 Schrotkugeln herstellte, wovon heute noch ein Schrotturm zeugt.
Arnoldstein wurde ab 1882 zum Industriestandort, als hier eine Bleihütte der Bleiberger Bergwerks Union entstand. Daran erinnert der 100 Meter hohe Kamin.
Die Gemeinde Arnoldstein wurde 1850 gegründet und erhielt im Jahr 1930 das Recht zur Führung der Bezeichnung Marktgemeinde.
Im Zweiten Weltkrieg wurde Arnoldstein am 12. April 1945 Ziel eines Luftangriffs der 15. US-Luftflotte.

## Bevölkerungsentwicklung
- Laut Volkszählung 2001 hat Arnoldstein 6.832 Einwohner, davon besitzen 91,9 % die österreichische Staatsbürgerschaft, 2,9 % kommen aus Bosnien und Herzegowina und 1,5 % aus Deutschland. 76,3 % der Bevölkerung bekennen sich zur römisch-katholischen, 9,8 % zur evangelischen Kirche und 3,5 % sind islamischen Glaubens. 7,6 % der Einwohner sind ohne religiöses Bekenntnis.
- Die Bevölkerung zählt zum 1. Jänner 2016 7.027 Einwohner. Nach Staatsangehörigkeit haben 869 Einwohner (12,4 %) nicht die österreichische Staatsbürgerschaft. Nach Geburtsland sind 1005 Einwohner (14,3 %) nicht Österreicher.

| Arnoldstein: Einwohnerzahlen von 1869 bis 2024      | Arnoldstein: Einwohnerzahlen von 1869 bis 2024 | Arnoldstein: Einwohnerzahlen von 1869 bis 2024 | Arnoldstein: Einwohnerzahlen von 1869 bis 2024 | Arnoldstein: Einwohnerzahlen von 1869 bis 2024 |
| --------------------------------------------------- | ---------------------------------------------- | ---------------------------------------------- | ---------------------------------------------- | ---------------------------------------------- |
| Jahr                                                |                                                |                                                |                                                | Einwohner                                      |
| 1869                                                | 1869                                           |                                                | 3.385                                          | 3.385                                          |
| 1880                                                | 1880                                           |                                                | 3.637                                          | 3.637                                          |
| 1890                                                | 1890                                           |                                                | 3.669                                          | 3.669                                          |
| 1900                                                | 1900                                           |                                                | 3.569                                          | 3.569                                          |
| 1910                                                | 1910                                           |                                                | 4.055                                          | 4.055                                          |
| 1923                                                | 1923                                           |                                                | 4.415                                          | 4.415                                          |
| 1934                                                | 1934                                           |                                                | 4.700                                          | 4.700                                          |
| 1939                                                | 1939                                           |                                                | 4.767                                          | 4.767                                          |
| 1951                                                | 1951                                           |                                                | 5.373                                          | 5.373                                          |
| 1961                                                | 1961                                           |                                                | 6.229                                          | 6.229                                          |
| 1971                                                | 1971                                           |                                                | 6.746                                          | 6.746                                          |
| 1981                                                | 1981                                           |                                                | 6.603                                          | 6.603                                          |
| 1991                                                | 1991                                           |                                                | 6.691                                          | 6.691                                          |
| 2001                                                | 2001                                           |                                                | 6.832                                          | 6.832                                          |
| 2011                                                | 2011                                           |                                                | 6.879                                          | 6.879                                          |
| 2021                                                | 2021                                           |                                                | 7.031                                          | 7.031                                          |
| 2024                                                | 2024                                           |                                                | 7.143                                          | 7.143                                          |
| Quelle(n): Statistik Austria, Gebietsstand 1.1.2021 |                                                |                                                |                                                |                                                |

In der Zeit von 1991 bis 2001 waren sowohl Geburtenbilanz als auch Wanderungsbilanz positiv. Von 2001 bis 2011 wurde die negative Geburtenbilanz (–169) durch eine stark positive Wanderungsbilanz (+216) kompensiert.

## Kultur und Sehenswürdigkeiten
- Klosterruine Arnoldstein

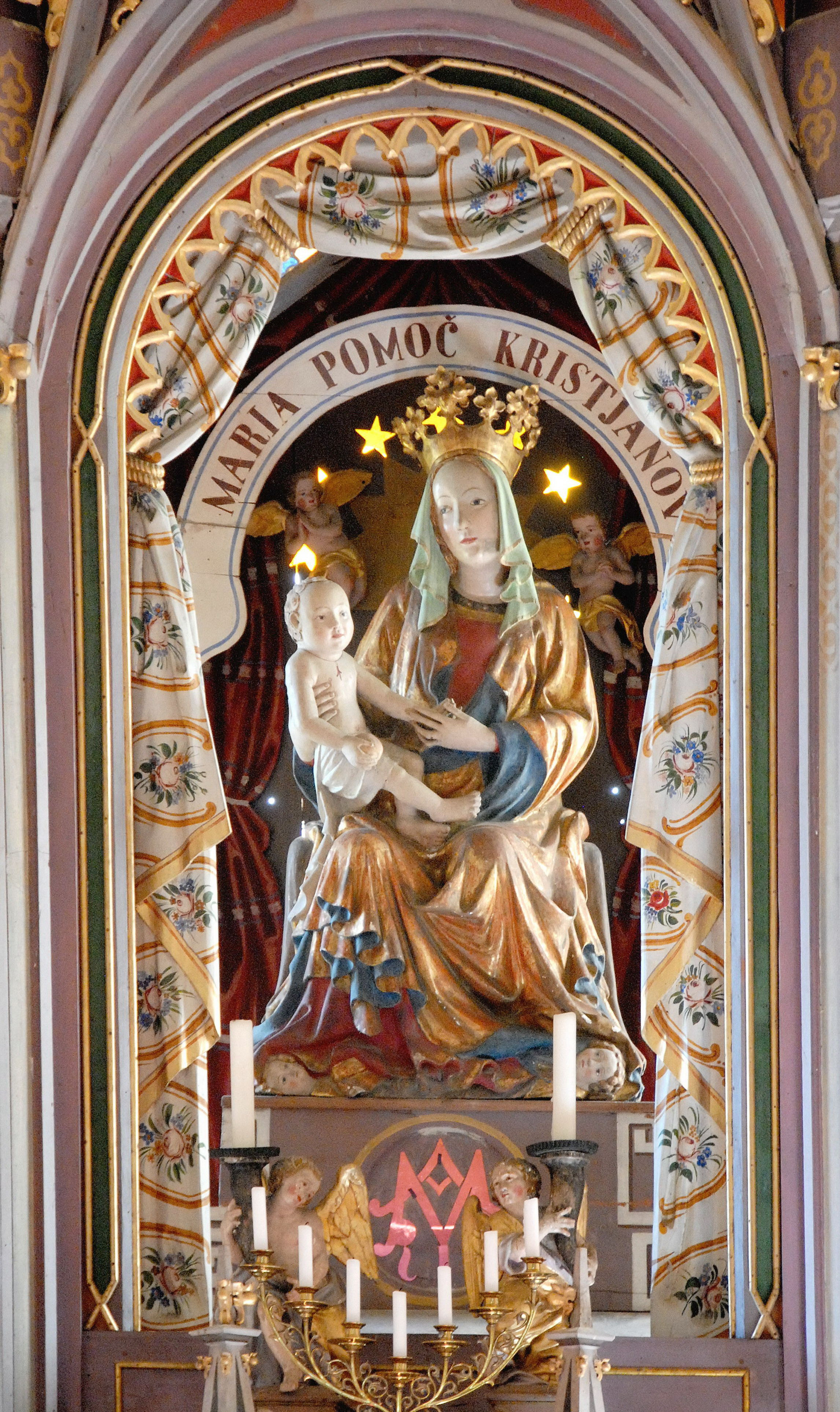
Hochaltarfigur Maria Pomoč Kristjanov in der Wallfahrtskirche Maria Siebenbrünn

- Schrotturm Gailitz auf der Fuggerau
- Kreuzkapelle mit Fresken
- Heimatmuseum
- Katholische Pfarrkirche Arnoldstein hl. Lambert
- Katholische Pfarrkirche Thörl-Maglern hl. Andreas mit Fresken vom Meister Thomas von Villach
- Katholische Pfarrkirche St. Leonhard bei Siebenbrünn hl. Leonhard
- Filialkirche Pöckau mit Fresken von Meister Thomas
- Wallfahrtskirche Maria Siebenbrunn in Radendorf
- Evangelische Auferstehungskirche
- Evangelische Kirche Agoritschach
- Pöckauer Wasserfall
- Bunkermuseum Wurzenpass
- In den Orten Arnoldstein, Gailitz, Pöckau, Seltschach und Thörl findet jeweils zu den einzelnen Kirchtagen das traditionelle Kufenstechen statt.
- Jeden zweiten Sonntag im September findet die Sternwanderung Tour 3 auf das Dreiländereck statt.

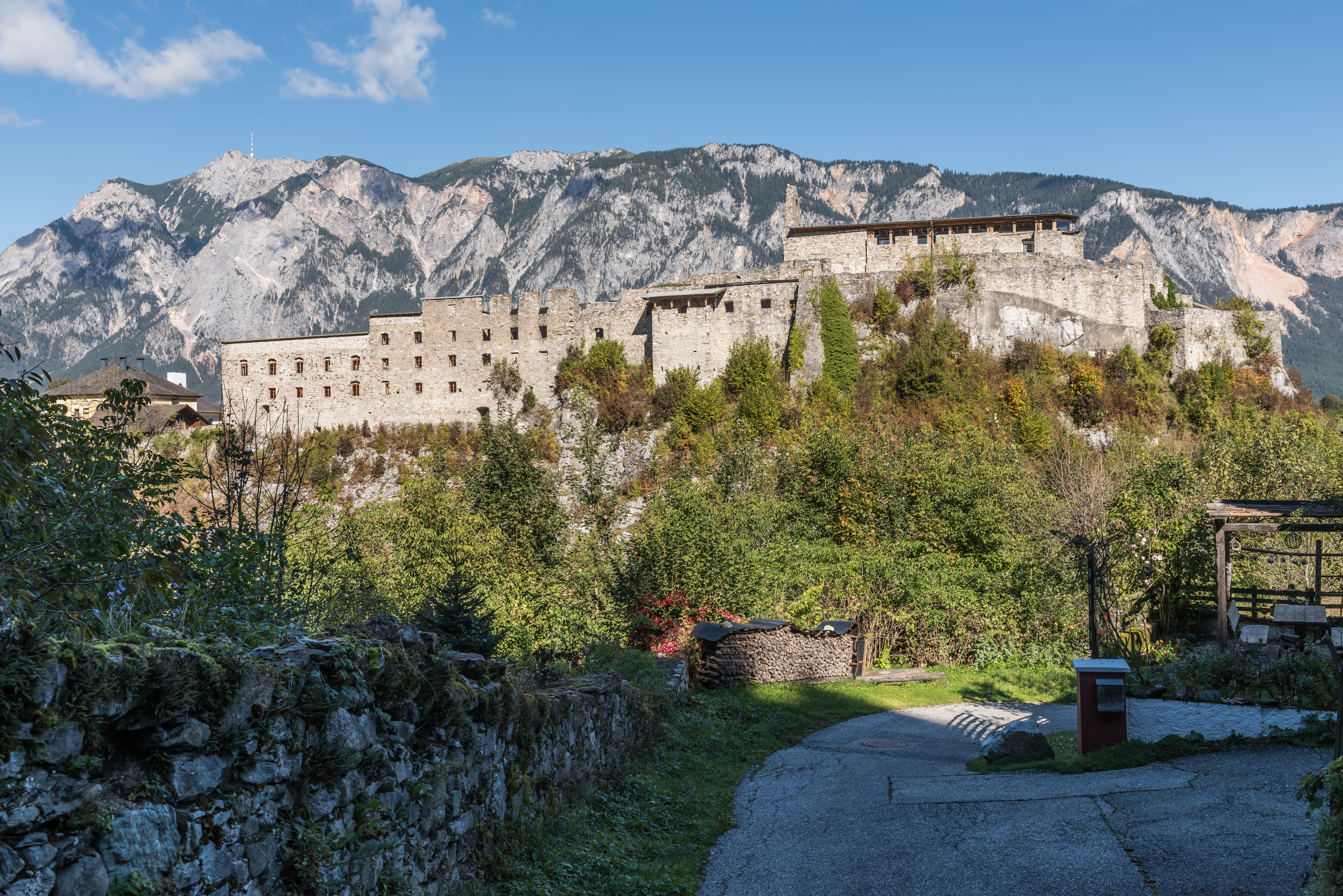
Klosterruine Arnoldstein
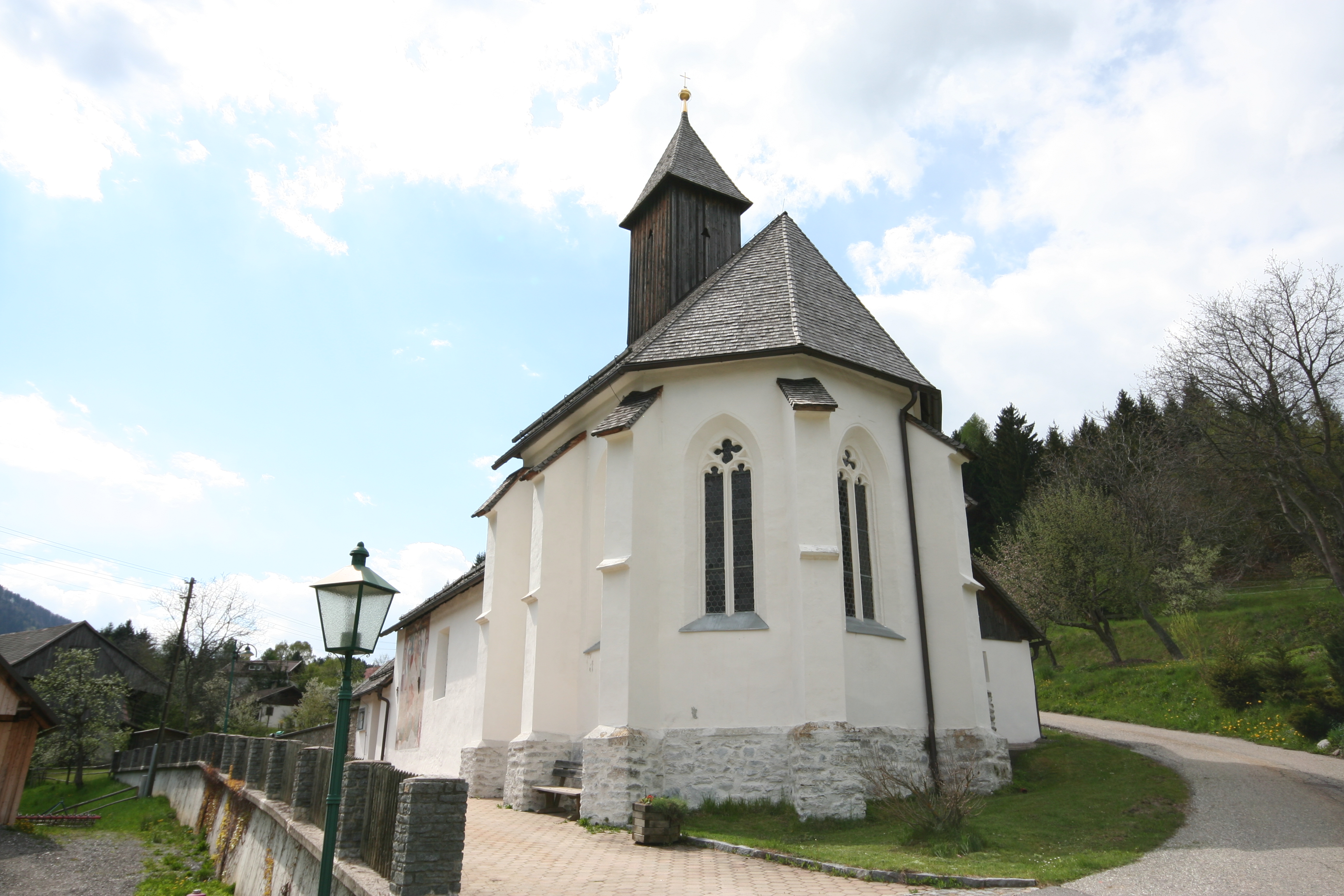
Filialkirche in Seltschach
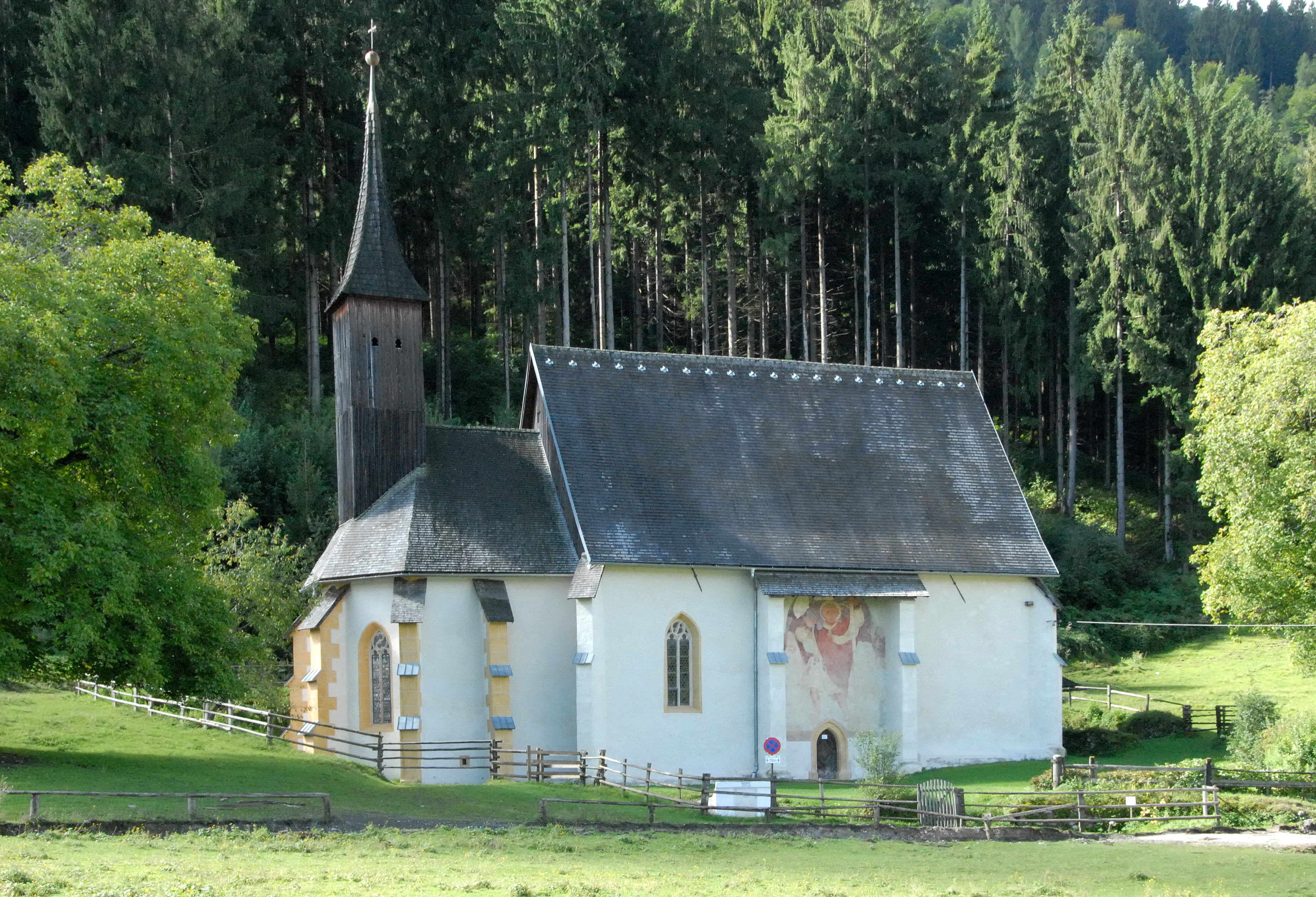
Wallfahrtskirche Maria Siebenbrünn in Radendorf
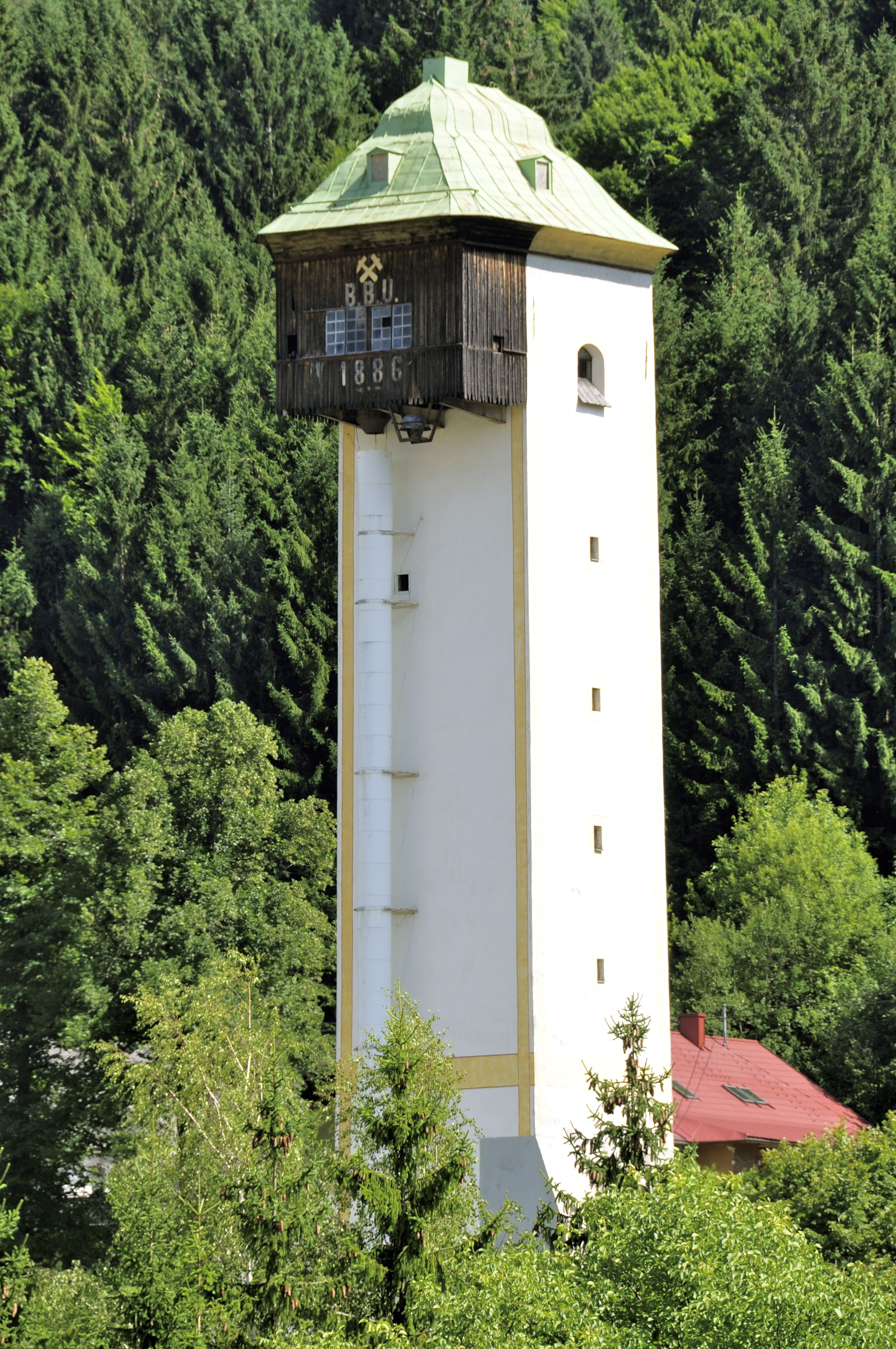
Schrotturm Gailitz
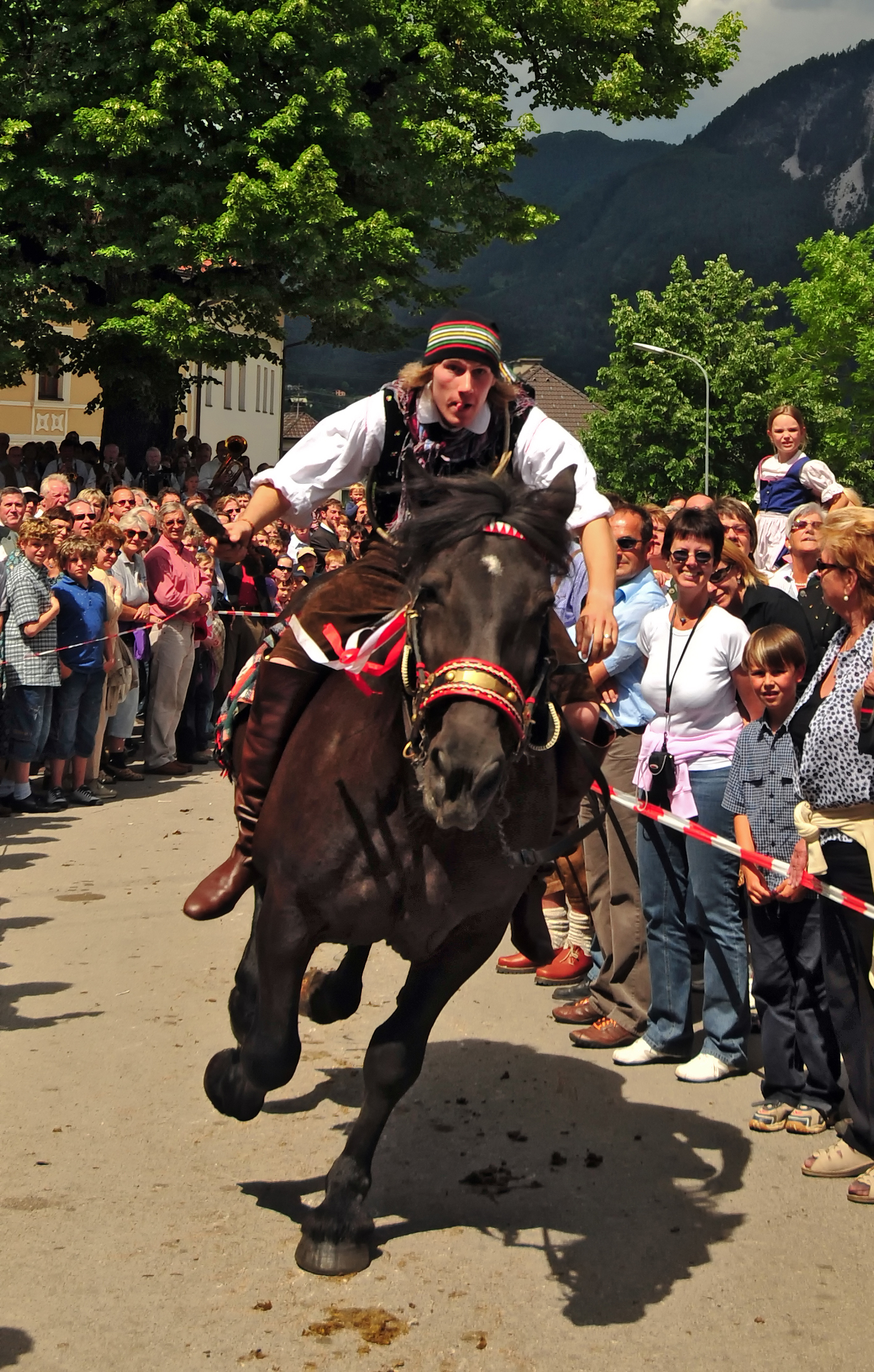
Kufenstechen (Hier: Feistritz an der Gail)
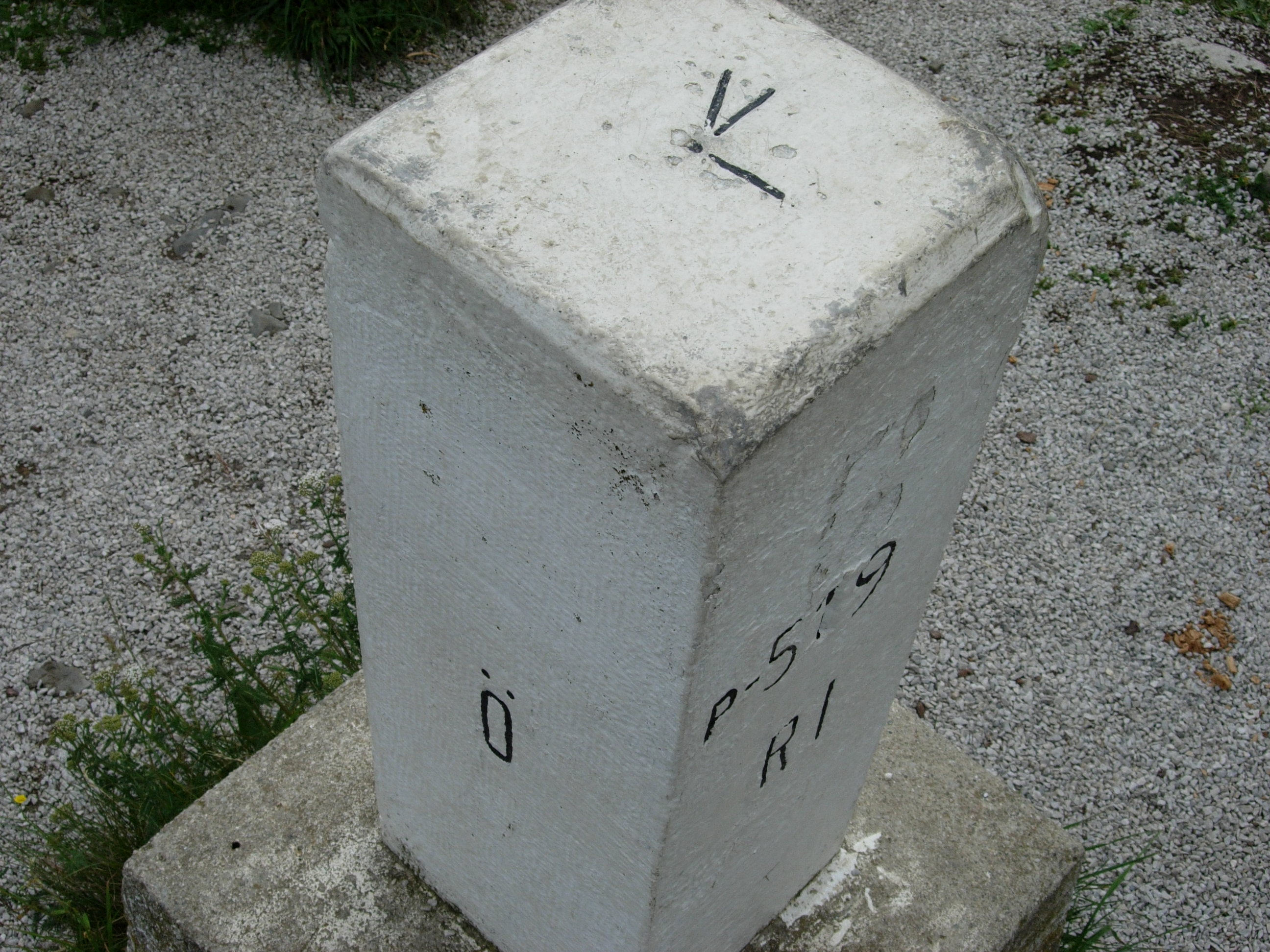
Grenzstein Dreiländereck

## Wirtschaft und Infrastruktur

### Wirtschaftssektoren
Von den 203 landwirtschaftlichen Betrieben des Jahres 2010 wurden 165 im Nebenerwerb geführt. Diese bewirtschafteten siebzig Prozent der Flächen. Im Produktionssektor beschäftigte der Bereich der Warenherstellung zwei Drittel der Erwerbstätigen, ein Drittel arbeitete in der Bauwirtschaft. Der größte Arbeitgeber im Dienstleistungssektor waren die sozialen und öffentlichen Dienste, hier arbeitete rund ein Drittel der 1137 Erwerbstätigen. Ein Fünftel war im Handel beschäftigt und rund 15 Prozent im Bereich Verkehr (Stand 2011).
| Wirtschaftssektor            | Anzahl Betriebe | Anzahl Betriebe | Anzahl Betriebe | Erwerbstätige | Erwerbstätige | Erwerbstätige |
| Wirtschaftssektor            | 2021            | 2011            | 2001            | 2021          | 2011          | 2001          |
| ---------------------------- | --------------- | --------------- | --------------- | ------------- | ------------- | ------------- |
| Land- und Forstwirtschaft 1) | 75              | 203             | 248             | 94            | 74            | 35            |
| Produktion                   | 66              | 58              | 41              | 707           | 674           | 698           |
| Dienstleistung               | 283             | 244             | 205             | 1249          | 1137          | 1230          |

1) Betriebe mit Fläche in den Jahren 2010 und 1999, Arbeitsstätten im Jahr 2021
Im Ortsteil Seltschach befindet sich das Wintersportgebiet mit 17 km Piste, 10 km Loipe und 8,4 km langer Naturschnee-Rodelbahn.

### Arbeitsmarkt, Pendeln
Im Jahr 2011 lebten rund 3000 Erwerbstätige in Arnoldstein. Davon arbeiteten 900 in der Gemeinde und 2100 pendelten aus, der Großteil in einen anderen Bezirk. Fast 1000 Menschen kamen aus der Umgebung, um in Arnoldstein zu arbeiten.

### Energie
- e5-Gemeinde: Arnoldstein gehört zu den 24 Gemeinden in Österreich (Stand März 2019), die mit der höchsten Auszeichnung des e5-Gemeinden Energieprojekts ausgezeichnet wurden. Das e5-Gemeinde-Projekt soll die Umsetzung einer modernen Energie- und Klimapolitik auf Gemeindeebene fördern.[11]

- Batteriespeicher: Im September 2023 wurde ein Batteriespeicherkraftwerk der Firma Tesla mit einer Kapazität von 20,6 Megawattstunden in Betrieb genommen.[12]

### Verkehr

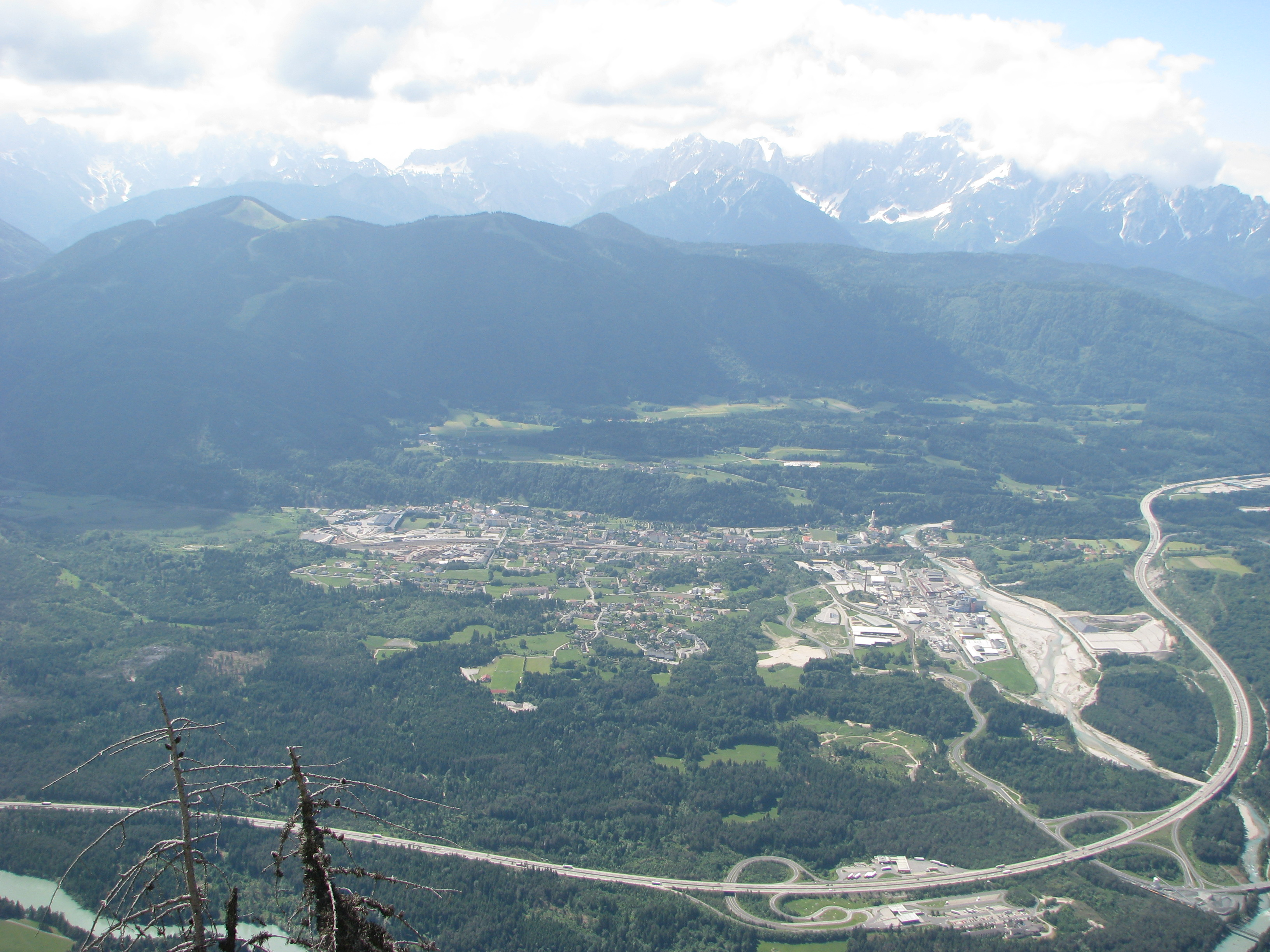
Arnoldstein gesehen von der Dobratsch-Südwand, im Vordergrund die Süd Autobahn.

- Bahn: Der Bahnhof Arnoldstein bildet den Abzweig der Gailtalbahn von der Rudolfsbahn und war Grenzstation nach Italien.
- Straße: Im Gemeindegebiet befindet sich der Grenzübergang der Süd Autobahn A2 nach Italien.
- Wanderwege: Arnoldstein ist der südliche Endpunkt des Salzsteigwegs.
- Rad: Durch Arnoldstein verlaufen der Alpe Adria Radweg[13] und der Gailtal Radweg R3.[14]

### Sicherheit
Arnoldstein ist Sitz des Bezirkspolizeikommandos Villach-Land und beherbergt auch eine Polizeiinspektion der Bundespolizei.

## Politik

### Gemeinderat
Der Gemeinderat hat 27 Mitglieder.
- Mit den Gemeinderats- und Bürgermeisterwahlen in Kärnten 2003 hatte der Gemeinderat folgende Verteilung: 19 SPÖ, 4 ÖVP, 3 FPÖ und 1 ALA.[15]
- Mit den Gemeinderats- und Bürgermeisterwahlen in Kärnten 2009 hatte der Gemeinderat folgende Verteilung: 18 SPÖ, 7 BZÖ und 2 ÖVP.[16]
- Mit den Gemeinderats- und Bürgermeisterwahlen in Kärnten 2015 hatte der Gemeinderat folgende Verteilung: 19 SPÖ, 4 FPÖ und 4 ÖVP.<[17]
- Mit den Gemeinderats- und Bürgermeisterwahlen in Kärnten 2021 hat der Gemeinderat folgende Verteilung: 18 SPÖ, 6 ÖVP und 3 FPÖ.[18]

### Bürgermeister
- 2003–2021 Erich Kessler (SPÖ)[19][20]
- seit 2021 Reinhard Antolitsch (SPÖ)[21]

### Wappen
Das Wappen von Arnoldstein, das der Marktgemeinde am 30. April 1956 verliehen wurde, zeigt das Motiv des ältesten erhaltenen Siegels des Klosters, das an Urkunden von 1280 bis 1509 erhalten ist, auch wenn diese Darstellung nicht der – eigentlich eintürmigen – Kirchenfassade entspricht. Die Zinnen sollen an die Burg als Vorgängerbau des Klosters erinnern. Bei der Tingierung griff man auf die Farben des Bistums Bamberg zurück, unter dessen Herrschaft das Kloster bis 1759 stand.
Die Blasonierung des Wappens lautet: „In einem goldenen Schilde erscheint eine auf einem stilisierten abgeledigten Berg aufragende doppeltürmige romanische Kirche, dies alles schwarz, die Kirche silbern ausgefugt. Das Kirchenschiff weist in der Mitte ein von einem silbernen Kreise durchbrochenes rundbogiges Tor auf und trägt auf seinem Giebel ein auf einer Kugel ruhendes Tatzenkreuz. Die beiden Türme sind mit einer Zinnenkrone mit drei sichtbaren Zinnen bekrönt.“
Die Fahne ist Gelb-Schwarz mit eingearbeitetem Wappen.

## Persönlichkeiten

### Söhne und Töchter der Gemeinde
- August Maier (1837–1903), Politiker
- Rupert Kollinger (1866–1944), Politiker (SdP)
- Emerich Zenegg-Scharffenstein (1880–1948), Archivar
- Paul Truppe (1913–1997), Politiker (SPÖ)
- Viktor Rogy (1924–2004), Lyriker, Bildhauer, Multimedia-, Aktions- und Performancekünstler
- Rosl Moser (* 1930), Politikerin (SPÖ)
- Melly Oitzl (* 1955), Neurobiologin

### Personen mit Bezug zur Gemeinde
- Alois Homan (1808–1891), österreichischer Bezirksvorsteher und Politiker, Ehrenbürger von Arnoldstein
- Erich Kessler (* 1955), Politiker (SPÖ)
- Gretl Komposch (1923–2019), Komponistin und Chorleiterin (Grenzlandchor Arnoldstein)
- Michael Schiller (* 1959), Unternehmer, Autor und Wissenschaftler